# Eurotower (Záhřeb)
Eurotower je výšková budova v chorvatském hlavním městě Záhřeb na křižovatce ulic Vukovarska a Lučićeva na jihozápadním konci. Postavena byla v roce 2006, má 26 pater a vysoká je 97,8 m. V současné době je nejvyšším mrakodrapem v Chorvatsku; po svém dokončení překonal dřívější výškovou budovu s názvem Zagrepčanka.
Sídlí zde Záhřebská burza cenných papírů.